# Ritter-Konrad-Straße 15

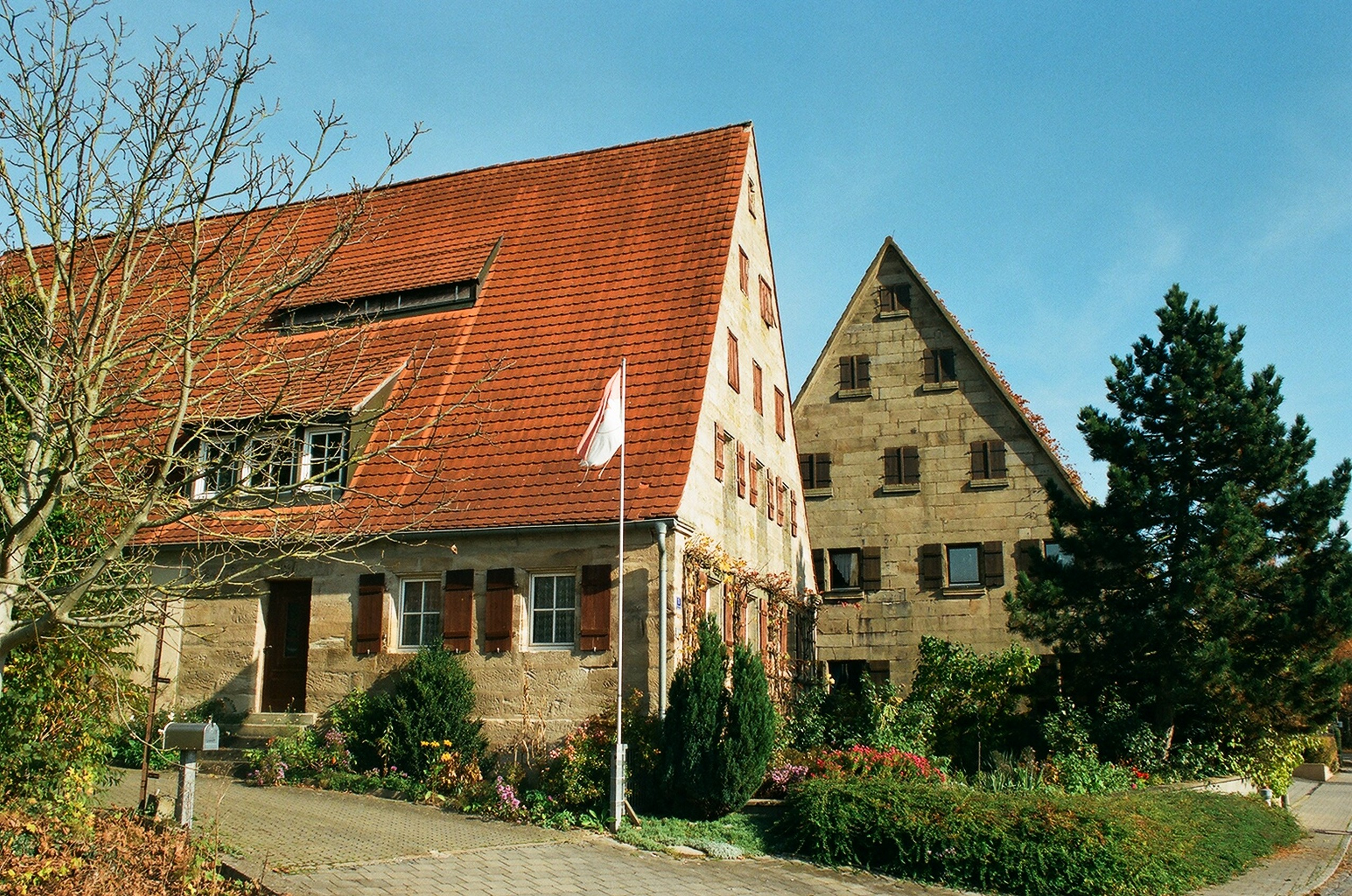
Das Anwesen Ritter-Konrad-Straße 15 im Oktober 2008

Das Haus Ritter-Konrad-Straße 15 ist ein Wohngebäude und ehemaliges Wohnstallhaus in Absberg, eines Marktes im mittelfränkischen Landkreis Weißenburg-Gunzenhausen. Das Gebäude befindet sich oberhalb des unweit südlich befindlichen Kleinen Brombachsees, nahe der örtlichen Grundschule, unweit  der evangelischen Christuskirche und südlich des barocken Deutschordensschlosses Absberg auf einer Höhe von 468 m ü. NHN. Das Gebäude ist unter der Denkmalnummer D-5-77-111-19 als Baudenkmal in die Bayerische Denkmalliste eingetragen.
Das Gebäude ist ein eingeschossiger traufenständiger Bau mit viergeschossigem Steildach, der teilweise aus Sandsteinquadern in der Mitte oder der zweiten Hälfte des 19. Jahrhunderts errichtet wurde. Zum Anwesen gehört eine kleine Hauskapelle, ein kleiner Sandsteinquaderbau mit Satteldach aus dem Ende des 19. Jahrhunderts.